# نافاس ديل مادرونيو
بلدية نافاس ديل مادرونيو (بالإسبانية: Navas del Madroño)‏، هي بلدية تقع في مقاطعة قصرش والتي تقع في منطقة إكستريمادورا، غرب إسبانيا.
يبلغ عدد سكانها 1.511 نسمة وفقاً لإحصائية سنة (2002).